# Akashi Kaijin
Pour les articles homonymes, voir Akashi (homonymie).
Akashi Kaijin (明石 海人), né le 5 juillet 1901 et mort le 9 juin 1939, est un poète japonais.
Infecté par la lèpre au début des années 1920, Akashi est dès lors soumis au régime de quarantaine obligatoire en pratique au Japon à cette époque. Il réside au sanatorium Nagashima Aisei-en et se fait connaître comme auteur de haiku et waka. Cette situation de quarantaine forcée - les victimes sont strictement isolées et n'ont pas le droit d'avoir des enfants - fait naître d'autres poètes comme Shakusō Shimada, Tamotsu Itō, Tsuda Haruko et Nagata Honami.

## Source de la traduction
- (de) Cet article est partiellement ou en totalité issu de l’article de Wikipédia en allemand intitulé « Akashi Kaijin » (voir la liste des auteurs).